# Julius Jewelowski
Salomon Julius Jewelowski (ur. 6 maja 1874 w Wiliampolu (dzielnicy Kowna), zm. 15 kwietnia 1951 w Londynie) – gdański polityk liberalny, deputowany do Volkstagu (1920–1923, 1928–1930), członek Senatu Wolnego Miasta Gdańska, turecki urzędnik konsularny.

## Życiorys
Urodził się w rodzinie rosyjskich Żydów („litwaków”), ojciec Elias (1849-1925) był z zawodu kupcem, która w 1880 przeprowadziła się do Gdańska. Na przełomie XIX wiek i XX wieku założył firmę S.J. Jewelowski (1897-), był też właścicielem tartaku Danzig-Rückforter Sägewerke Danzig-Langfuhr (1921-1924) oraz współwłaścicielem fabryki czekolady Nordeutsche Schokoladenfabrik Schneider & Company GmbH (1920–1922), dzięki którym stał się jednym z bogatszych gdańszczan.
Posłował do Volkstagu I i III kadencji (1920–1923 i 1928–1930) z ramienia demokratów, a później Niemieckiej Partii Liberalnej. W tych kadencjach był nominowany do senatu (odpowiednika rządu Wolnego Miasta Gdańska), w którym odpowiadał za sprawy gospodarcze. Pełnił też funkcję przewodniczącego Związku Handlowców i Przemysłowców Drzewnych (Verband der Holzhandler und Holzindustriellen des Freistaats Danzig und Pommerellens) (1907-), Związku Gdańskich Eksporterów Drewna (Danziger Holzexporteure E.V.) oraz Gdańsko-Polskiego Związku Gospodarczego (Danzig-Polnischer Wirtschaftsverband), członka Korporacji Kupców Gdańskich (Die Korporation der Kaufmannschaft zu Danzig) (1898-1919), którą następnie przekształcono w Izbę Handlową w Gdańsku (Handelskammer zu Danzig) (1920-). Zasiadał w radach nadzorczych m.in. Stoczni Gdańskiej (Danziger Werft), Dresdner Bank i Sarotti AG. Piastował funkcję honorowego konsula Turcji w Wolnym Mieście Gdańsku (1928-1935).
Jako parlamentarzysta i senator opowiadał się za normalizacją stosunków polsko-gdańskich oraz nawiązaniem bliższej współpracy gospodarczej z ZSRR i Litwą.
Po 1935 jako Żyd ze Wschodu (Ostjude) był obiektem nagonki ze strony środowisk nazistowskich (szczególnie gazety „Der Danziger Vorposten”). W 1938 opuścił Gdańsk i osiadł w Wielkiej Brytanii, gdzie mieszkał do końca życia.